# Torneo de Florianópolis 2023
El MundoTenis Open 2023 fue un torneo de tenis profesional jugado en canchas de tierra batida al aire libre. Se trató de la 5.ª edición del torneo que formó parte de los Torneos WTA 125s en 2023. Se llevó a cabo en Florianópolis, Brasil, entre el 20 de noviembre al 26 de noviembre de 2023.

## Cabezas de serie

### Individuales
| Tenista           | Ranking | Preclasificada |
| Emma Navarro      | 32      | 1              |
| Diana Shnaider    | 62      | 2              |
| Nadia Podoroska   | 78      | 3              |
| Sara Errani       | 100     | 4              |
| Diane Parry       | 104     | 5              |
| Anna Bondár       | 113     | 6              |
| Panna Udvardy     | 117     | 7              |
| Elizabeth Mandlik | 125     | 8              |

- Ranking del 13 de noviembre de 2023.

### Dobles
| Tenista                          | Ranking | Preclasificada |
| Amina Anshba Quinn Gleason       | 194     | 1              |
| Makenna Jones Angela Kulikov     | 235     | 2              |
| Freya Christie Yuliana Lizarazo  | 252     | 3              |
| María Paulina Pérez Sofia Sewing | 272     | 4              |

## Campeonas

### Individuales femeninos
Ajla Tomljanović venció a  Martina Capurro por 6–1, 7–5

### Dobles femenino
Sara Errani /  Léolia Jeanjean vencieron a  Julia Lohoff /  Conny Perrin por 7–5, 3–6, [10–7]